# Радіоспорт
Радіоспо́рт — технічний вид спорту, який включає в себе дисципліни, пов'язані з поняттям «радіо» — тобто безпровідникове передавання повідомлень. 
Радіоспорт поділяється на такі види: швидкісна радіотелеграфія, радіопеленгація (стара назва "Полювання на "лисиць"), радіобагатоборство, радіотриборство, радіозв'язок на коротких хвилях і радіозв'язок на ультракоротких хвилях. До створення ліги радіоаматорів України, підтримкою та розвитком радіоспорту опікувалась Федерація радіоспорту України, яка діяла на базі ДТСААФ України, пізніше — Товариство сприяння обороні України (ТСО).

## В Україні
Головною організацією, яка об'єднує радіолюбителів України, є Ліга радіоаматорів України створена 1991 року.

## Відомі радіолюбителі
Серед відомих радіолюбителів:
- Хуан Карлос I — король Іспанії, позивний EA0JC
- Хусейн бен Талал — колишній король Йорданії, JY1
- Сергій Ребров — український футболіст, UT5UDX[2][3][4][5][6][7] (P3X, 5B4AMM, UT0U, 8P9AM, M0SDX, ER4A)
- Тур Геєрдал — норвезький мандрівник, LI2B
- Марлон Брандо — американський актор, FO5GJ

та багато інших.